# Cantone di La Brède
Il Cantone di La Brède è una divisione amministrativa dell'arrondissement di Bordeaux.
A seguito della riforma approvata con decreto del 20 febbraio 2014, che ha avuto attuazione dopo le elezioni dipartimentali del 2015, non ha subìto modifiche.

## Composizione
Comprende i 13 comuni di:
- Ayguemorte-les-Graves
- Beautiran
- La Brède
- Cabanac-et-Villagrains
- Cadaujac
- Castres-Gironde
- Isle-Saint-Georges
- Léognan
- Martillac
- Saint-Médard-d'Eyrans
- Saint-Morillon
- Saint-Selve
- Saucats